# Lukas Furlas
Lukas Furlas, gr. Λουκάς Φουρλάς (ur. 21 sierpnia 1969 w Limassolu) – cypryjski dziennikarz, prezenter telewizyjny i polityk, poseł do Parlamentu Europejskiego IX i X kadencji.

## Życiorys
Z wykształcenia politolog, studiował na Uniwersytecie Arystotelesa w Salonikach. Kształcił się później na uniwersytetach amerykańskich w zakresie dziennikarstwa śledczego. Był członkiem władz cypryjskich organizacji studenckich. Przez ponad dwadzieścia lat pracował jako dziennikarz. Był publicystą politycznym i prezenterem programów publicystycznych, związany z różnymi gazetami, a także publicznymi i prywatnymi stacjami telewizyjnymi.
W 2008 był sekretarzem prasowym kandydującego w wyborach prezydenckich Joanisa Kasulidisa. W latach 2017–2019 pełnił funkcję rzecznika prasowego Izby Reprezentantów. W wyborach w 2019 z ramienia Zgromadzenia Demokratycznego uzyskał mandat eurodeputowanego IX kadencji. Z powodzeniem ubiegał się o poselską reelekcję w 2024.